# جنیفر شوالباک اسمیت
جنیفر شوالباک اسمیت (انگلیسی: Jennifer Schwalbach Smith؛ زادهٔ ۷ آوریل ۱۹۷۱) یک هنرپیشه، و خبرنگار اهل ایالات متحده آمریکا است. وی از سال ۲۰۰۱ میلادی تاکنون مشغول فعالیت بوده‌است.

## بخشی از فیلمشناسی
از فیلم‌ها یا برنامه‌های تلویزیونی که وی در آن نقش داشته‌است می‌توان به آثار زیر اشاره کرد.
- جی و باب ساکت پاتک می‌زنند (۲۰۰۱)
- دختر جرسی (فیلم ۲۰۰۴) (۲۰۰۴)
- دگراسی: نسل بعدی (۲۰۰۵)
- فروشنده‌ها، قسمت دوم (۲۰۰۶)
- وضعیت قرمز (فیلم ۲۰۱۱) (۲۰۱۱)
- عاج فیل (فیلم ۲۰۱۴) (۲۰۱۴)
- ریبوت جی و باب ساکت (۲۰۱۹)